# 开普勒环形山
开普勒环形山，或称开普勒陨石坑，是月球上的一座撞擊坑，位于風暴洋西侧、島海的東面。東南方则是恩克坑。

## 歷史
开普勒环形山位于月球正面风暴洋与岛海间的一座大撞击坑，约形成于11亿年前的哥白尼纪，其名称取自德国数学家、天文学家、光学家暨天文学家，开普勒定律的发现者约翰内斯·开普勒（1571年-1630年），1935年被国际天文学联合会正式接受。

## 描述

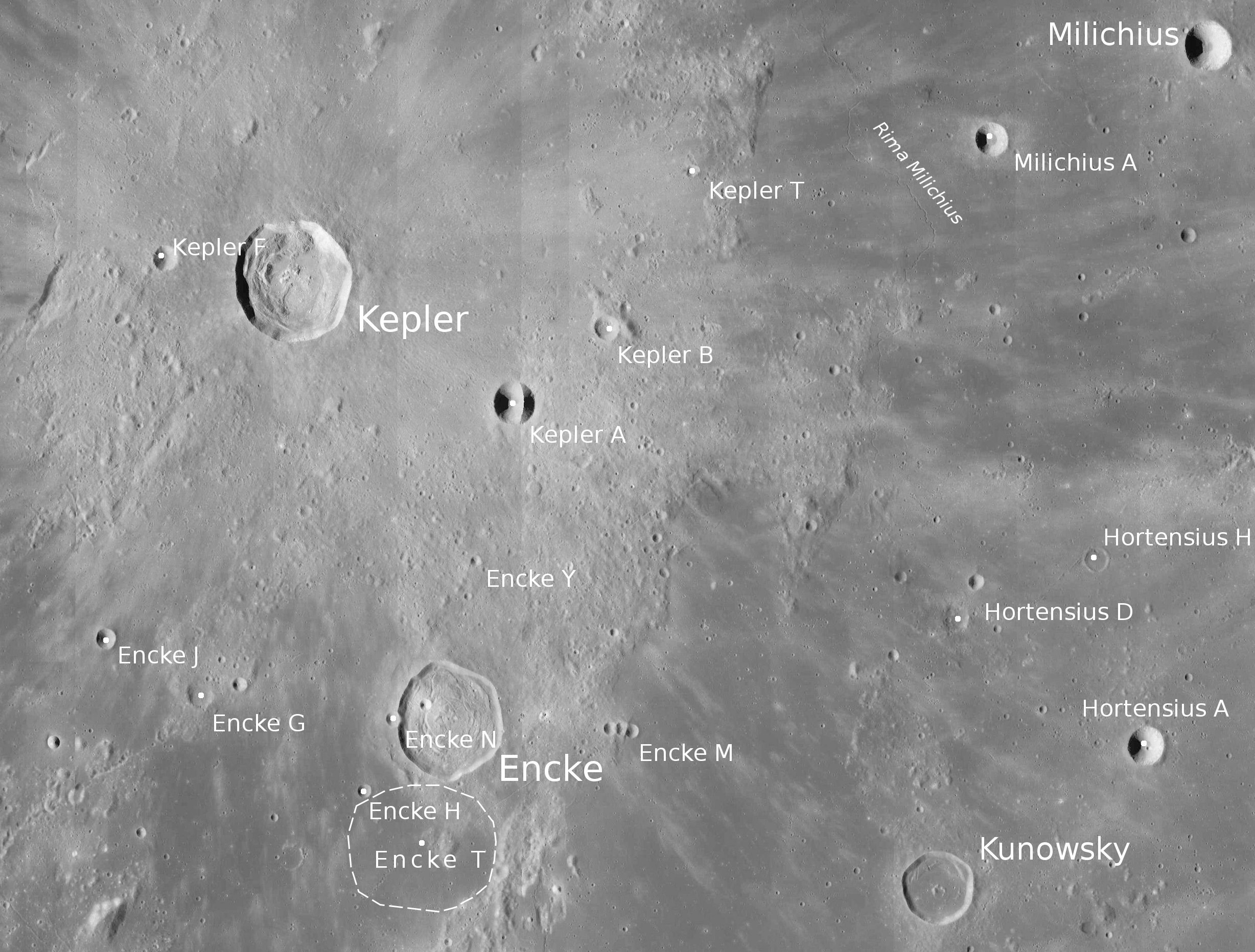
开普勒陨石坑的周边，月球勘测轨道飞行器拍摄。

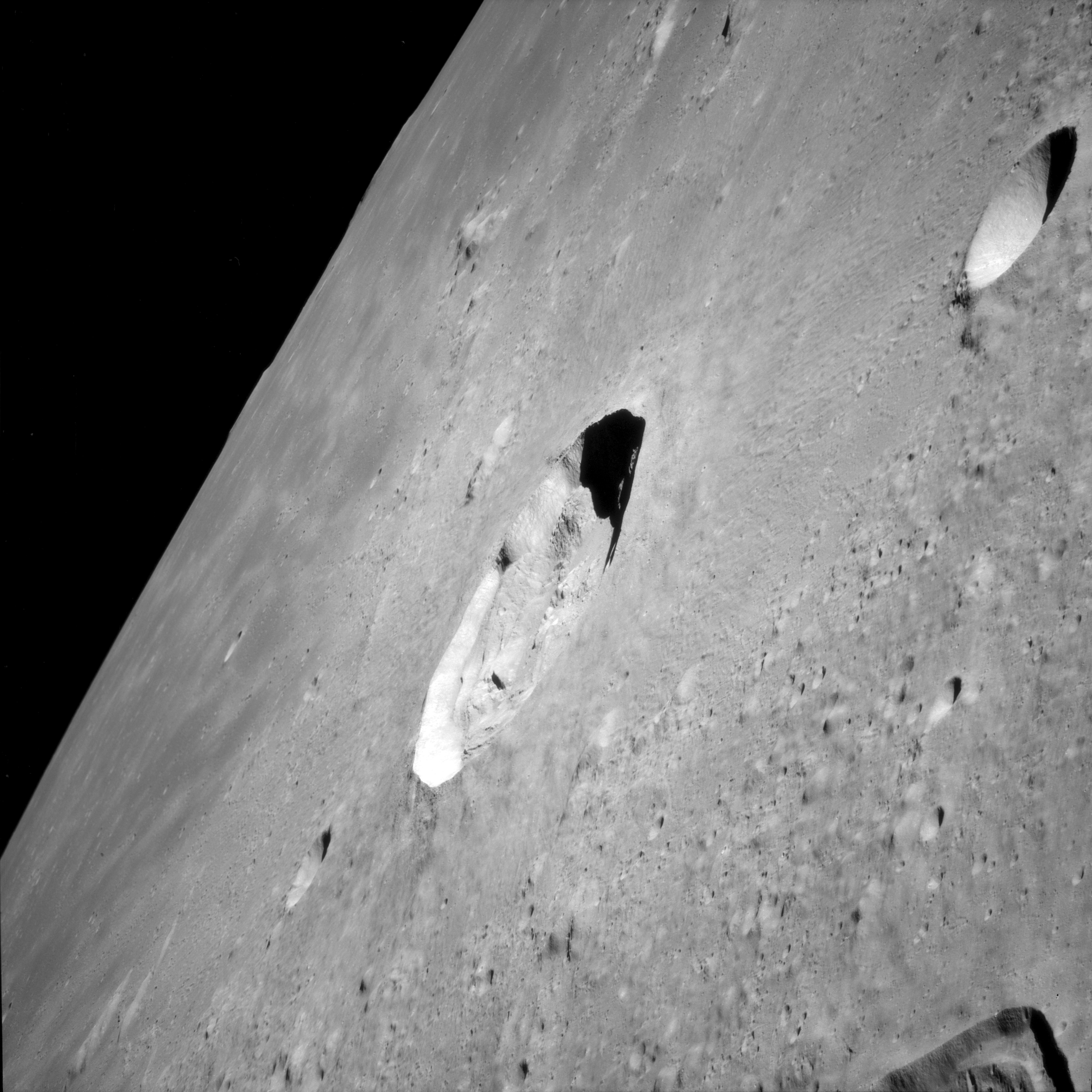
阿波罗12号拍摄的开普勒陨石坑照片，美国宇航局图片。

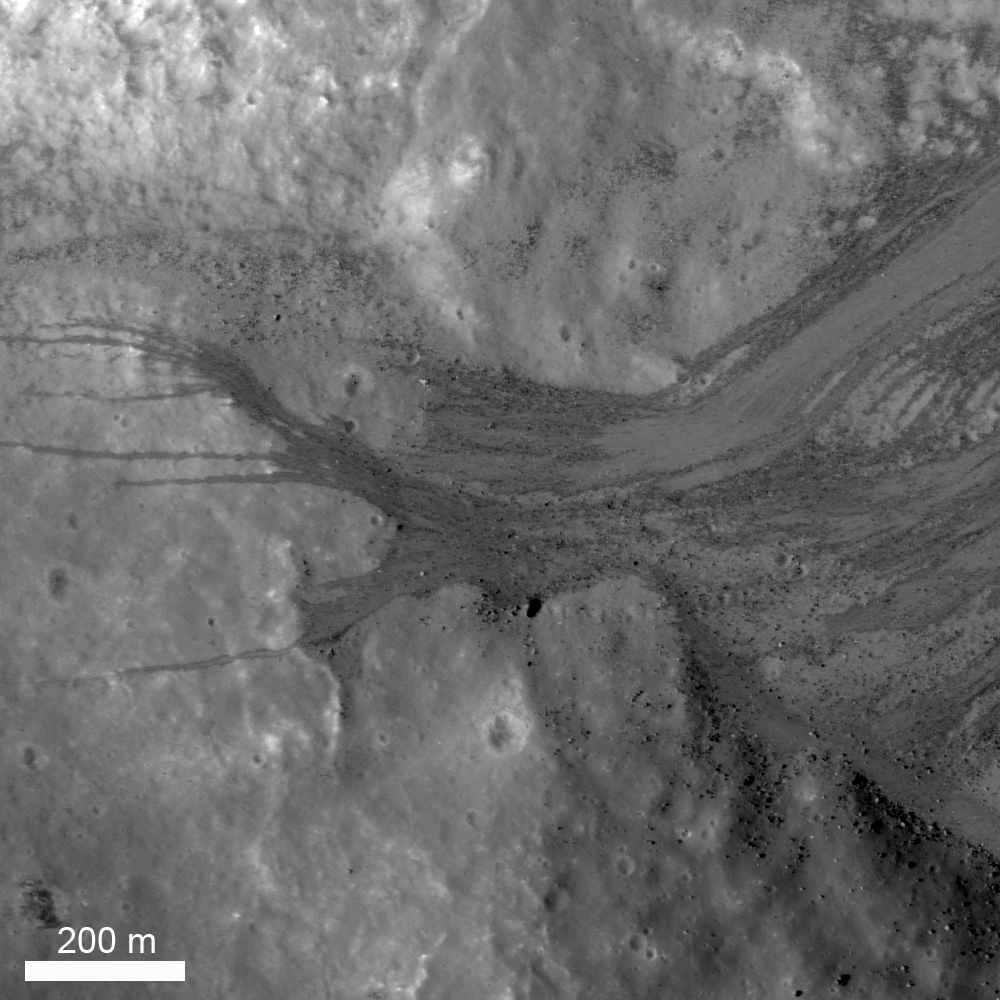
开普勒陨石坑的东北侧内壁，月球勘测轨道飞行器拍摄。

该陨坑西北靠近马利厄斯陨石坑、北面毗邻更小的贝萨里翁陨石坑，米利奇乌斯陨石坑位于它的东北偏东、东南偏南及西南分别坐落了恩克陨石坑和梅斯特林陨石坑。该陨坑中心月面坐标为8°07′N 38°01′W / 8.12°N 38.01°W，直径29.49公里，深约1.999公里。
就像哥白尼环形山和第谷环形山一样，开普勒陨石坑也拥有一个醒目的射纹系统，因而，即便使用小型望远镜，也可清楚地看到它。该射纹系统向四周扩张范围超过300公里，并与另外一些陨坑的射纹线相重叠。陨坑周边地形的施罗特亮度等级达到5°，而它自身的亮度更是高达7°。
开普勒陨石坑外观轮廓略呈多边形状，几乎未受到撞击侵蚀，环高耸的坑沿外分布有一圈由喷出物构成的小壁垒，而内侧壁上则显示有坍塌形成的阶地状结构。陨坑坑壁平均高出周边地形910米，其中西侧内壁坡度达到42°，在该侧坑壁上有一处壁顶高达3000米，坑内容积约为590.92立方千米，坑底表面崎岖不平，坐落了一座高约200米的小中央峰。
来自第谷环形山的一些射纹束，穿过风暴洋表面与开普勒陨石坑相交会，这也成为乔瓦尼·巴蒂斯塔·里乔利在他的月名系统中确定该陨坑名称的一个重要因素。因为开普勒在发展他的行星运动三定律时，使用了第谷·布拉赫的观测资料。在里乔利的月图上，该陨石坑被赋名为开普勒，并被一片称为风岛（Insulara Ventorum）的高反照率地层所环绕。
开普勒陨石坑已被月球和行星观测协会（ALPO）列入《带有明亮射纹系统的撞击坑列表》以及《内侧壁带有深色辐射纹的撞击坑列表》。

## 月球瞬变现象
月食期间，曾观察到该陨坑中有冷光和忽亮忽暗的月球瞬变现象。

## 卫星陨石坑
按惯例，最靠近开普勒陨石坑的卫星坑将在月图上以字母标注在它的中心点旁边.
| 开普勒 | 纬度    | 经度    | 直径     |
| ------ | ------- | ------- | -------- |
| A      | 7.2° N  | 36.1° W | 10.7公里 |
| B      | 7.8° N  | 35.3° W | 6.2公里  |
| C      | 10.0° N | 41.8° W | 11.5公里 |
| D      | 7.4° N  | 41.9° W | 9.5公里  |
| E      | 7.4° N  | 43.9° W | 5.2公里  |
| F      | 8.3° N  | 39.0° W | 6.1公里  |
| P      | 12.2° N | 34.0° W | 4.1公里  |
| T      | 9.0° N  | 34.6° W | 2.6公里  |

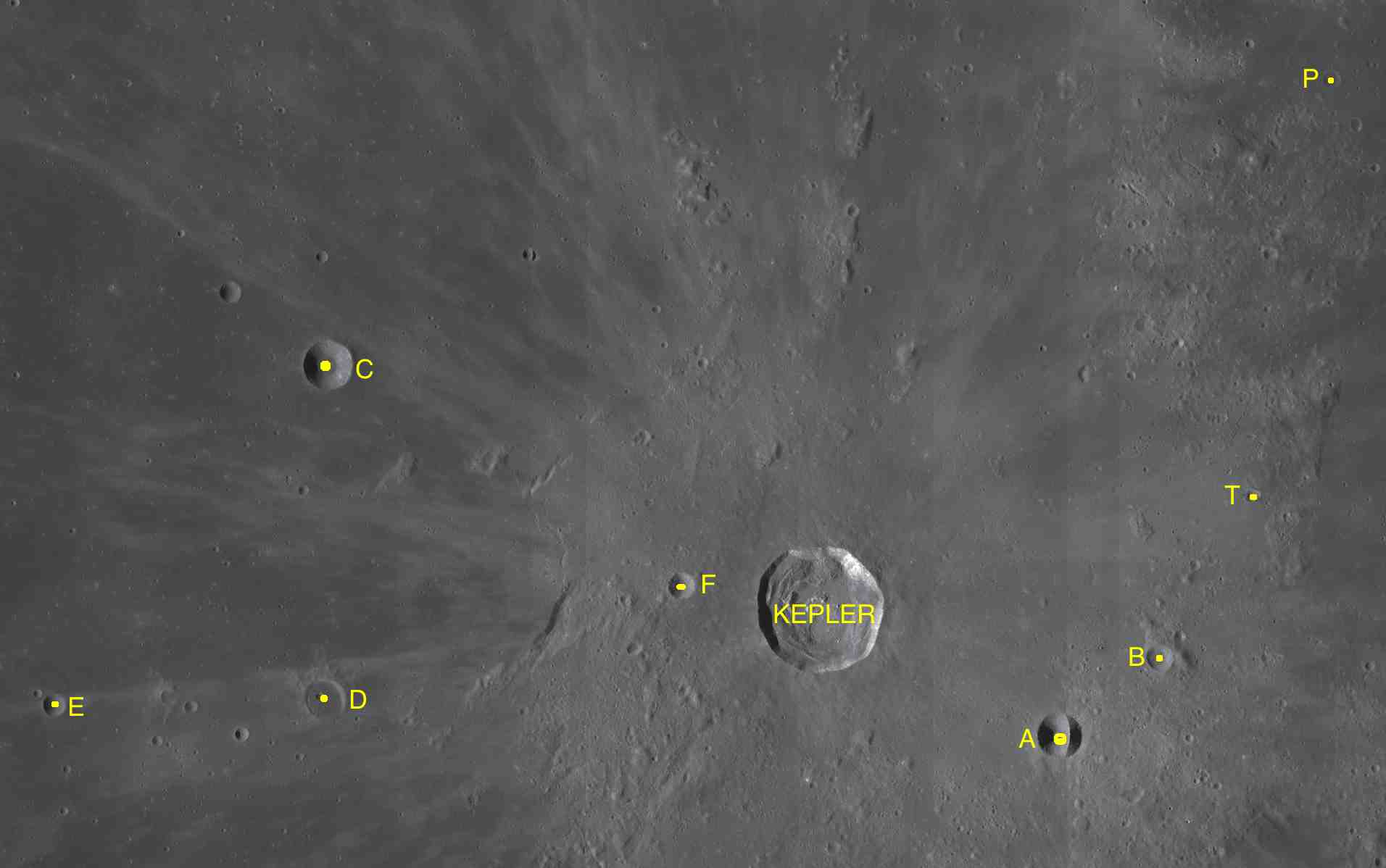
LAC-57 区域图

- 月食期间曾记录到开普勒陨石坑及卫星坑开普勒 A表面温度发生异常，该现象主要是陨坑地质龄较短，表面尚未形成能产生隔热作用的表岩屑覆盖层所致；
- 卫星坑开普勒 A约形成于哥白尼纪[5]；
- 卫星坑开普勒 C和开普勒 E约形成于爱拉托逊纪[5]；
- 卫星坑开普勒 D约形成于早雨海世[5]。

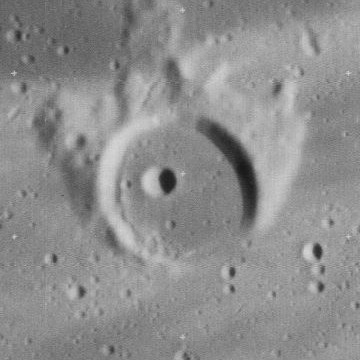
卫星坑开普勒 D

## 扩展阅读
- Wood, Chuck. . Lunar Photo of the Day. 2006-07-05  [2006-07-12]. （原始内容存档于2007-09-27）.

- Andersson, L. E.; Whitaker, E. A. . NASA RP-1097. 1982.
- Blue, Jennifer. . USGS. July 25, 2007  [2007-08-05]. （原始内容存档于2018-12-25）.
- Bussey, B.; Spudis, P. . New York: Cambridge University Press. 2004. ISBN 978-0-521-81528-4.
- Cocks, Elijah E.; Cocks, Josiah C. . Tudor Publishers. 1995. ISBN 978-0-936389-27-1.
- McDowell, Jonathan. . Jonathan's Space Report. July 15, 2007  [2007-10-24]. （原始内容存档于2018-12-25）.
- Menzel, D. H.; Minnaert, M.; Levin, B.; Dollfus, A.; Bell, B. . Space Science Reviews. 1971, 12 (2): 136–186. Bibcode:1971SSRv...12..136M. doi:10.1007/BF00171763.
- Moore, Patrick. . Sterling Publishing Co. 2001. ISBN 978-0-304-35469-6.
- Price, Fred W. . Cambridge University Press. 1988. ISBN 978-0-521-33500-3.
- Rükl, Antonín. . Kalmbach Books. 1990. ISBN 978-0-913135-17-4.
- Webb, Rev. T. W.  6th revised. Dover. 1962. ISBN 978-0-486-20917-3.
- Whitaker, Ewen A. . Cambridge University Press. 1999. ISBN 978-0-521-62248-6.
- Wlasuk, Peter T. . Springer. 2000. ISBN 978-1-85233-193-1.